# اشیای پرنده ناشناخته در آسمان تهران (۱۳۵۵)

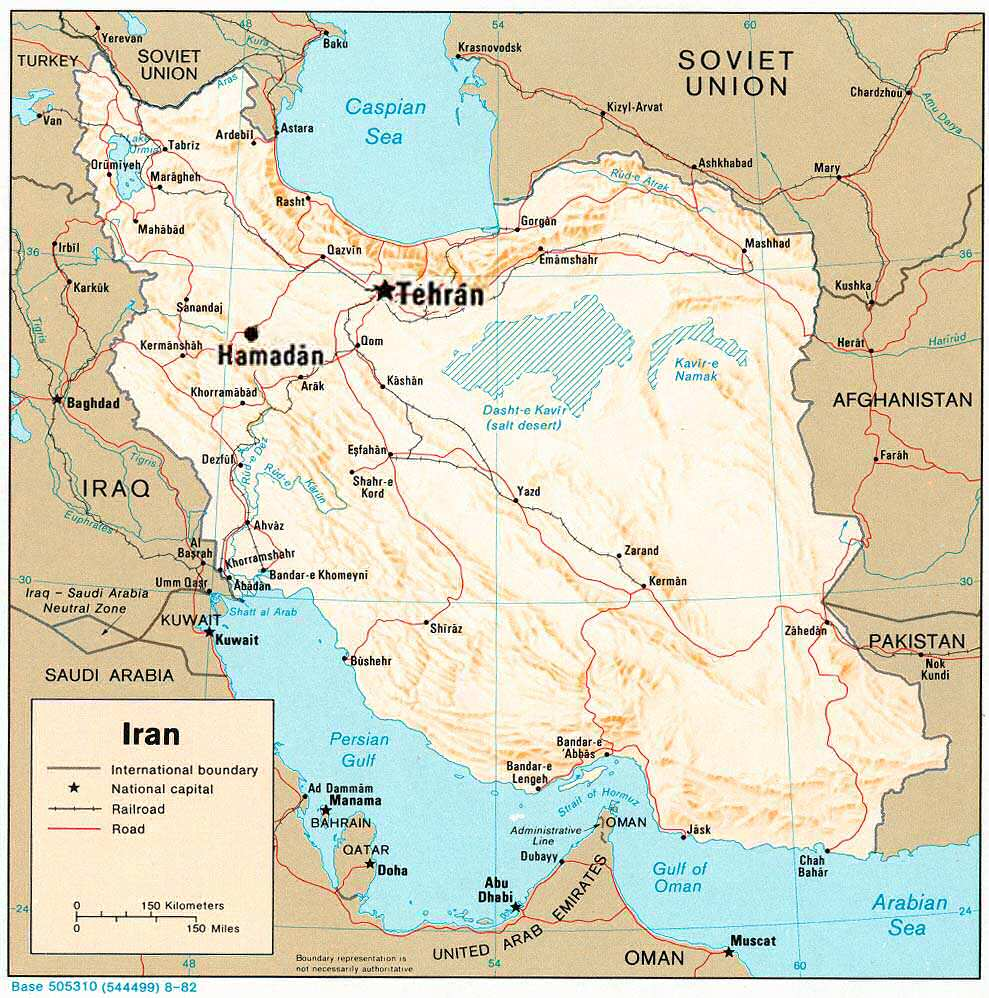
نقشهٔ ایران و کشورهای اطراف، که تهران و همدان را نشان می‌دهد؛ جایی که دو فروند اف ۴ به پرواز درآمدند.

اشیای پرندهٔ ناشناس در آسمان تهران (۱۳۵۵) قریب به اتفاق مشاهداتی که پیرامون دیدن اجرام ناشناخته در نیم قرن گذشته ارائه شده ناشی از عدم آگاهی از اجرام آسمانی یا پرندگان ساختهٔ دست بشر بوده و توضیحات منطقی برای آن گزارش نشده‌است.
در عین حال، هنوز هم مواردی وجود دارد که تاکنون توضیح دقیق پیرامون آن ارائه نشده‌است. یکی از این موارد مشاهدهٔ اشیای پرندهٔ ناشناخته در آسمان تهران و برخورد هواپیماهای نیروی هوایی با آنان است که در سال ۱۳۵۵ ه‍.ش روی داد. این گزارش از آنجا که توسط مردم عادی ارائه نشده و برج مراقبت فرودگاه مهرآباد تهران و خلبانان نیروی هوایی آن را ارائه کرده‌اند از قوت بالایی برخوردار است.
شب ۲۶ شهریور ۱۳۵۵، ساعت ده و نیم شب تماس‌های مردم با نیروی هوایی ارتش خبر از رویت شیء پرنده در افق شمالی تهران در منطقهٔ شمیران داد. پس از تأیید این گزارش‌ها توسط برج مراقبت فرودگاه مهرآباد تهران، از پایگاه هوایی شاهرخی (نوژه) دو فانتوم عازم تهران می‌شوند. خلبان هواپیمای اول پس از نزدیک شدن به شیء متوجه از کار افتادن وسایل دقیق و وسایل ارتباط رادیویی هواپیما شده و به پایگاه بازمی‌گردند. اما خلبان هواپیمای دوم تلاش می‌کند به شیء ناشناخته نزدیک شده و آن را مشاهده کند. وی می‌گوید: «حرکت‌های خیلی سریع می‌کرد و با سرعت بالا جابجا می‌شد. از خود چهار نور ساطع می‌کرد. از قسمت بالای آن نوری قرمز و چشمک‌زن، در پایین نوری نارنجی رنگ و در طرفین نوری آبی رنگ ساطع می‌شد. این نورها به قدری شدید بودند که امکان دیدن بدنهٔ این شیء وجود نداشت.»
پس از نزدیک‌تر شدن، جسم نورانی کوچکی از آن جدا و به هواپیما نزدیک می‌شوند. خلبان تصور می‌کند که موشک به سمت وی شلیک کرده‌است و می‌گوید: «من فکر کردم موشکی به سمت من شلیک شده و سعی کردم با موشک حرارتی آن را هدف قرار دهم؛ ولی وقتی موشکم را انتخاب کردم، متوجهٔ از کار افتادن وسایل دقیق و خاموش شدن همهٔ چراغ‌ها بر روی صفحهٔ مقابلم شدم. در آن لحظه وسایل دقیق شروع به نوسان کردند و ارتباط رادیویی هم از کار افتاد.»
با دور شدن هواپیما، جسم نورانی هم از تعقیب آنان صرف نظر می‌کند. تعقیب و گریز در آسمان تهران ادامه می‌یابد. خلبان رویت چند جسم نورانی دیگر را در بالای سر خود و سایر نقاط تهران گزارش کرده‌است؛ که هر بار همانند مورد اول با نزدیک شدن به آن، ارتباطات رادیویی هواپیما از کار می‌افتد.
یک ماهوارهٔ نظامی آمریکا نیز اجسام نورانی را بر فراز تهران رصد کرده‌است.

## روایت سپهبد شاپور آذربرزین
سپهبد شاپور آذربرزین در هنگام وقوع این حادثه از فرماندهان ارشد نیروی هوایی بوده و شخصاً در جریان رخداد قرار داشته‌است، ماجرا را با کمی تغییر نسبت به گزارش تیم تحقیق ایالات متحده نقل کرده‌است. بر اساس گفتهٔ آذربرزین علت بازگشت دو جنگندهٔ اول به پایگاه تمام شدن سوخت و عدم رویت شیء نورانی بوده و پرندهٔ ناشناس توسط هواپیمایی که در نوبت دوم به پرواز درآمده رویت شده‌است. همچنین جنگندهٔ نیروی هوایی تنها رادار را روی شیء ناشناس قفل کرده و اقدام به شلیک موشک نکرده‌است؛ چرا که بر اساس رویهٔ جاری نیروی هوایی اجازهٔ چنین کاری نداشته‌است. موشکی که در گزارش تیم تحقیق نام برده شده نیز نادرست است چرا که موشک نام برده شده از نوع حرارتی است و باید از پشت به هواپیما شلیک شود و طبق اطلاع سپهبد آذربرزین جنگندهٔ نیروی هوایی درپشت شیء پرنده قرار نداشته. پس از قفل شدن رادار روی شیء پرنده از زیر پرندهٔ ناشناس گوی نورانی به سمت هواپیما رها می‌شود که موجب از کار افتادن تمام وسایل الکترونیکی هواپیما می‌شود. خلبان به تصور اینکه شیء پرتاب شده موشک است، اقدام به مانور فرار از مسیر موشک می‌کند و نهایتاً شیء مزبور پس از طی مسافتی در حوالی دریاچهٔ قم به زمین‌می‌خورد. پس از برخورد شیء به زمین مجدداً دستگاه‌های الکترونیکی هواپیما به کار افتاد. در بازدیدی که روز بعد از محل برخورد شیء نورانی انجام شد مشخص شد دستگاه‌های الکترونیکی در این محل دچار اختلال می‌شوند و این مسئله تا سه روز پس از برخورد باقی بود. همچنین دو نفر که در نزدیکی محل برخورد زندگی می‌کردند، تصور کرده بودند رعد و برقی در محل رخ داده‌است.

## نتایج منتشر شدهٔ تحلیل و بررسی توسط تیم آمریکایی
در ساعات اولیه ۲۸ شهریور ۱۳۵۵، یک شی درخشان در آسمان تهران توسط حداقل چهار غیرنظامی گزارش شده‌است. ستوان یداله ناظری خلبان نیروی هوایی شاهنشاهی ایران به همراه یک افسر تسلیحات صندلی عقب با جت جنگده رهگیر مک‌دانل داگلاس اف-۴ فانتوم ۲ برای بررسی اعزام شدند. ناظری به محض رسیدن به تهران، از دست دادن تمام تجهیزات ارتباطی جنگنده را گزارش داده‌است، بنابراین به پایگاه بازگشته و گزارش داده‌اند که پس از انجام این کار، تجهیزات او به حالت پایدار برگشته است.
سرگرد پرویز جعفری، فرمانده اسکادران نیروی هوایی ارتش، به همراه ستوان یکم جلال دمیریان به عنوان افسر تسلیحاتی، با هواپیمای دوم مک‌دانل داگلاس اف-۴ فانتوم ۲ برای رهگیری شی اعزام شدند. جعفری قفل راداری روی شی را در برد ۲۷ مایل دریایی (۵۰ کیلومتر) بدست آورده که اندازه آن قابل مقایسه با بوئینگ کی‌سی-۱۳۵ استراتوتانکر است. با نزدیک شدن به شی جعفری توصیف می‌کند: «چشمک می‌زد با نورهای شدید قرمز، سبز، نارنجی و آبی و چنان درخشان که قادر به دیدن بدنه آن نبودیم»، سپس سیستم ارتباطی هواپیمای او خاموش شده و ۹ موشک هدایت شونده مادون قرمز ایم-۹ سایدوایندر و دیگر تجهیزات الکترونیکی و جنگی او از کار افتاده‌است و تنها پس از دور شدن جت از جسم پرنده به حالت عادی بازگشته.
جعفری می‌گوید که «از آن جسم گردی بیرون آمده و شروع به آمدن مستقیم به سمتمان کرد، تقریباً با سرعت زیاد، گویی یک موشک بود، متعجب شدم» اما هنگامی که قصد شلیک داشتم، «ناگهان… هیچ چیز کار نمی‌کرد. پنل کنترل اسلحه خاموش بود و من همه ابزار و رادیو را از دست دادم.» به جعفری دستور دادند که بازگردد. جعفری در حین انجام این کار، به سمت چپ خود نگاه کرده «آن چیز اولیه و الماس شکل درخشان مستقیماً به سمت زمین حرکت کرده» او که انتظار انفجار داشته که اتفاق نیفتاد، ادعا می‌کند: «به نظر می‌رسید که سرعتش کاهش یافته و به آرامی روی زمین فرود آمد و نور شدیدی تابش می‌کرد.» فردای آن روز جعفری و دمیریان با هلیکوپتر به منطقه‌ای رفته‌اند که فکر می‌کنند نور به زمین‌خورده بود و چیزی پیدا نکردند. اما تجهیزات الکترونیکی و ارتباطی در منطقه مختل شده و ساکنان خانه‌های مجاور گزارش داده‌اند که در طول شب صدایی بلند و فلش نور شدید اتفاق افتاده‌است.
در گزارش از قول مارتین بریجستاک از دانشگاه گریفیث:
چند جت F4 از نیروی هوایی ایران برای بررسی برخی از مشاهدات نورانی در آسمان به هم پیوستند. گزارش‌ها متفاوت است، اما حداقل یکی از جت‌ها دچار نقص شدید الکتریکی شد، سعی کرد موشکی را به سمت چیزی شلیک کند که به سمت او شلیک شد، اما پرتابگر موشک عمل نمی‌کند. یک هواپیمای جت مجاور نیز دچار نقص رادیویی شده‌است.
به گفته روزنامه‌نگار آمریکایی فیلیپ جی کلاوس، احتمالاً خلبانان در ابتدا یک جسم نجومی، شاید مشتری را دیده‌اند، توضیحی که توسط محقق هوافضا جیمز اوبرگ نیز ذکر شده‌است. کلاوس نوشت که بی‌دقتی خلبان و نقص تجهیزات از قبل احتمالاً علت از کار افتادن آنها بوده‌است.
به گزارش کلاوس، تکنسین وستینگهاوس در پایگاه هوایی شاهرخی اظهار داشت که تنها اولین هواپیمای F-4 تحویلی به این پایگاه از خرابی تجهیزات خود در آن حادثه خبر داده‌است که این F-4 به دلیل خرابی تجهیزات با سابقه طولانی قطعی برق شناخته می‌شود و یک ماه قبل از حادثه تعمیر شده‌است. کلاوس به نظر یک ناظر تعمیر مک‌دانل داگلاس استناد کرده‌است که رادار F-4 احتمالا در حالت «ردیاب دستی» قرار داشته که باعث تفسیر اشتباه قفل راداری شده‌است.
بریجستاک گزارش‌های یوفولوژیست‌ها را به‌عنوان «روایتی غیرقابل اعتماد از حادثه یوفو در ایران» مورد انتقاد قرار داده و نتیجه‌گیری کلاوس را خلاصه کرد:
کلاوس دریافت که تنها یک هواپیما دچار نقص عملکرد الکتریکی شده، نه دو هواپیما. علاوه بر این، آن هواپیما سابقه خطاهای الکتریکی غیرقابل توضیحی از قبل داشته و کارگاه برق مسئول آن به دلیل عملکرد ضعیف بدنام بوده‌است. در این زمینه، به سختی می‌توان یک نقص الکتریکی موقت را مرموز توصیف کرد. او همچنین خاطرنشان می‌کند که خدمه هواپیما در آن زمان خسته و لرزان بوده‌اند که باعث شده ستاره‌ها یا شهاب‌ها را با بشقاب پرنده و موشک اشتباه بگیرند. علاوه بر این، کلاوس اشاره می‌کند که خطاهای رادیویی در هواپیماها ناشناخته نیستند و به همین دلیل است که آنها مجموعه‌های رادیویی پشتیبان را حمل می‌کنند.
برایان دانینگ، نویسنده شکاک آمریکایی، در مورد گزارش یک خلبان از «اشیای درخشان» که «به سمت او آمدند و مستقیماً به زمین نشستند» اشاره می‌کند که ۱۹ سپتامبر، روز حادثه، بود. روزی با دو بارش شهاب سنگی سالانه، en:Gamma Pyxidis و en:Pyxis، بنابراین مشاهده اجسام در حال سقوط یا نورهای عجیب و غریب غیرعادی نبوده‌است. طبق تحقیقات سرهنگ موی، در محلی که ظاهراً نور سرگردان سقوط کرده‌است، یک فرستنده en:Beep (sound) از یک هواپیمای لاکهید سی-۱۴۱ استارلیفتر پیدا شد. هنگامی که به تمام عناصر داستان بدون فرض وجود یک سفینه فضایی بیگانه نگاه کنیم، تنها چیز غیرعادی در مورد پرونده بشقاب پرنده تهران ۱۹۷۶ این است که هواپیماها در حال تعقیب اجرام آسمانی و نقص تجهیزات بودند. موارد زیادی بوده‌است که هواپیماها دچار نقص تجهیزات شده‌اند و موارد زیادی بوده‌است که هواپیماها اجرام آسمانی را اشتباه شناسایی کرده‌اند. هر چند وقت یک بار، هر دو در یک پرواز اتفاق می‌افتند.

## نگارخانه

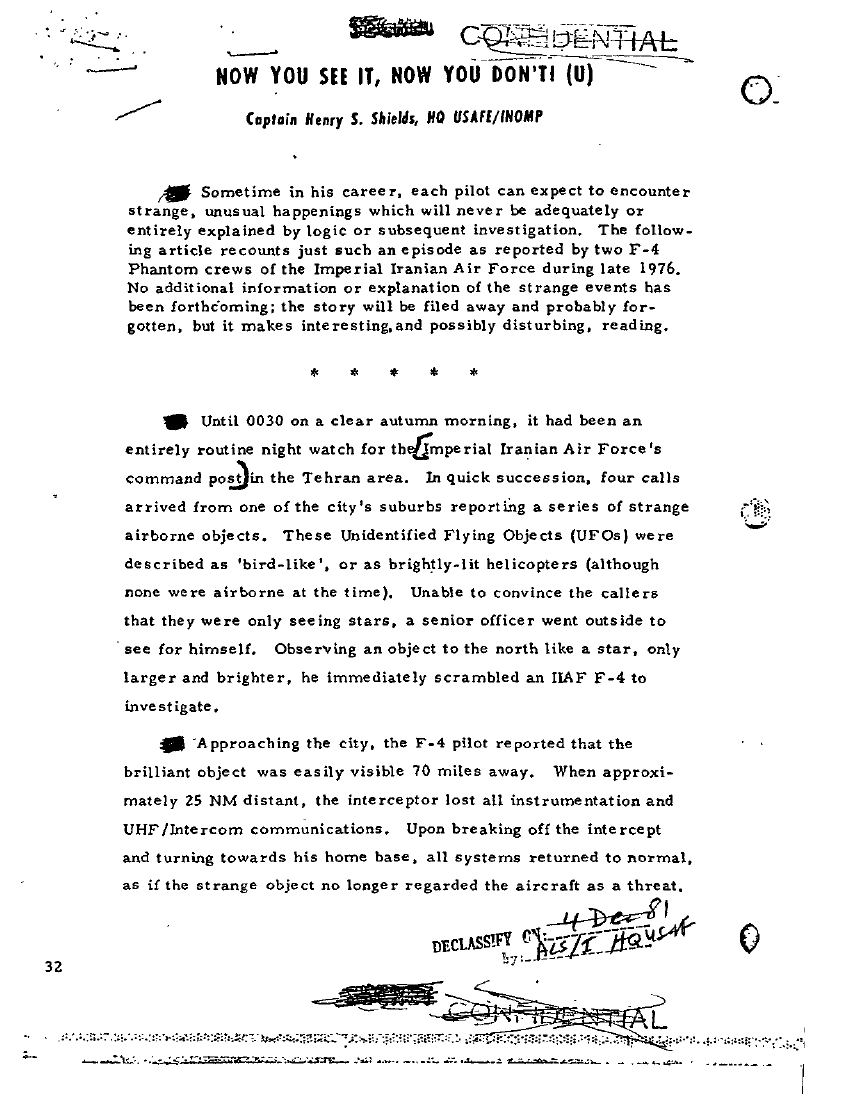
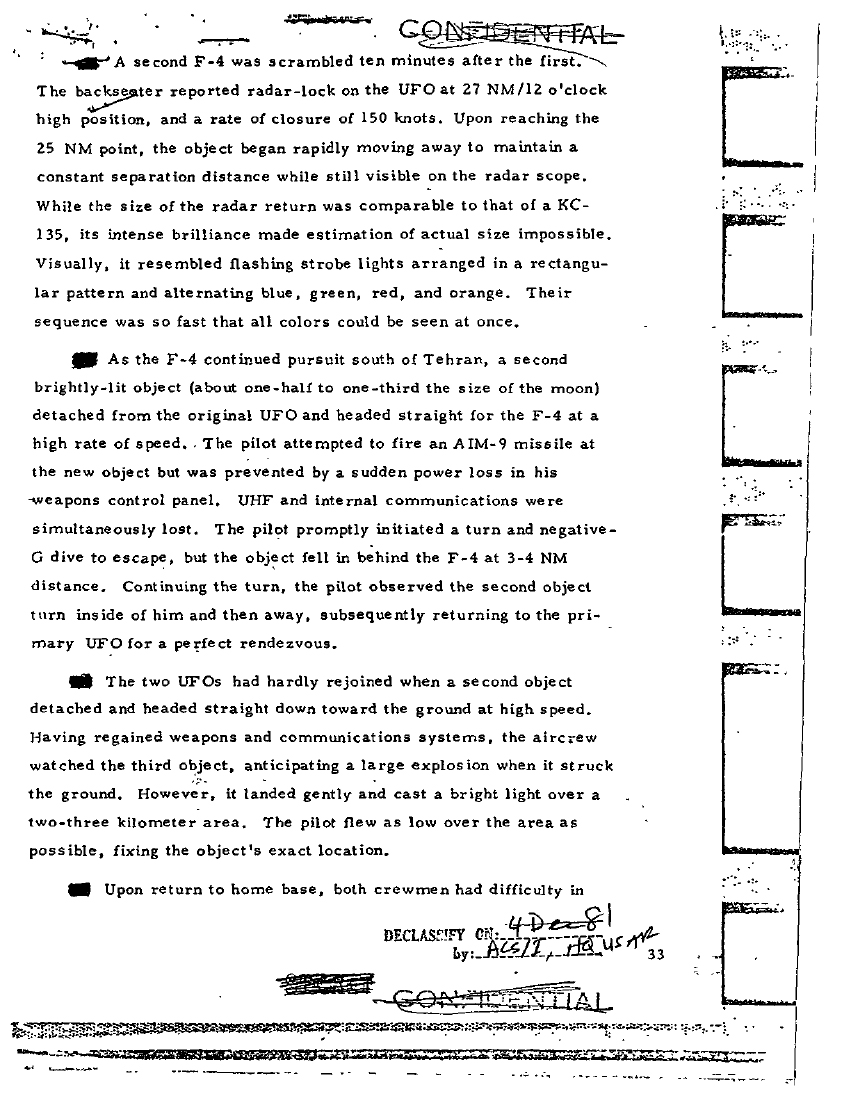
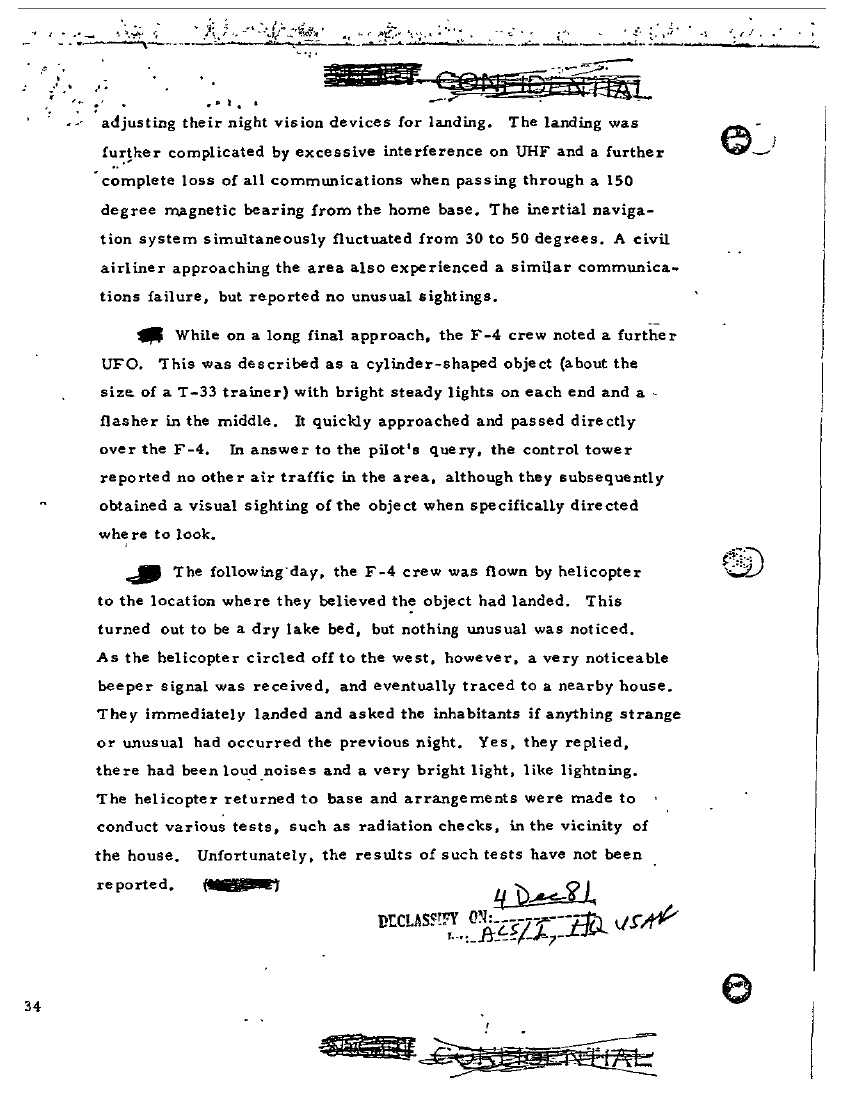